# Randi Zuckerberg
 (juillet 2017).
Si vous disposez d'ouvrages ou d'articles de référence ou si vous connaissez des sites web de qualité traitant du thème abordé ici, merci de compléter l'article en donnant les références utiles à sa vérifiabilité et en les liant à la section « Notes et références ».
Pour les articles homonymes, voir Zuckerberg.

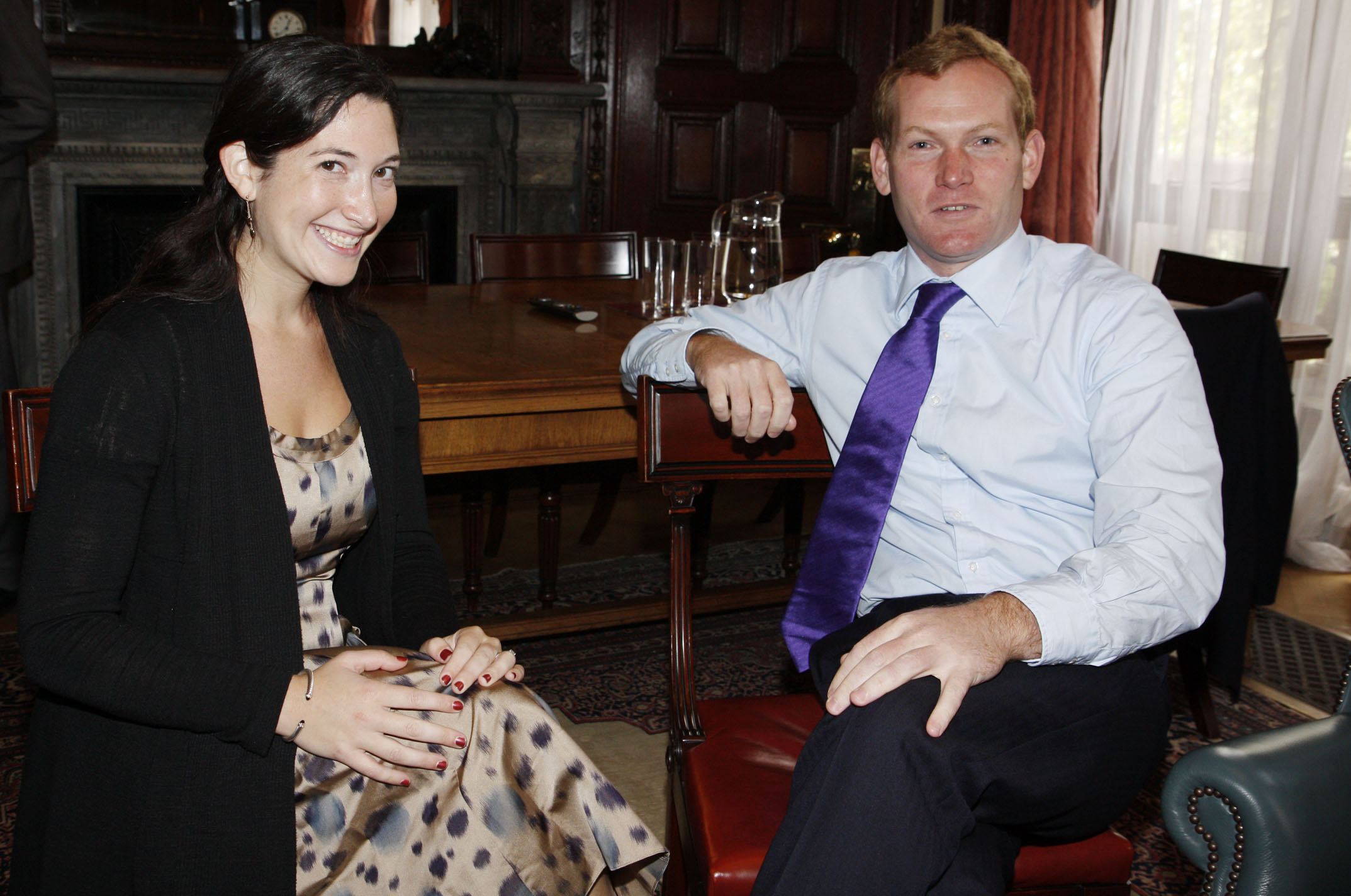
Le ministre d'État aux Affaires étrangères Jeremy Browne rencontre Randi Zuckerberg de Facebook à Londres, le 6 septembre 2010.

Randi Jayne Zuckerberg, née le 28 février 1982, est une entrepreneuse américaine du monde de l'Internet et des nouvelles technologies. 

## Biographie

### Carrière
Elle a été directrice marketing du site de réseautage social Facebook, qu'elle quitte le 3 août 2011 pour se consacrer à la création de RtoZ Media, aider les entreprises à devenir plus « sociales ».

### Vie privée
Elle est la sœur aînée de Mark Zuckerberg, fondateur et PDG de Facebook. 
Randi Zuckerberg a deux fils, Asher et Simi, avec son mari Brent Tworetzky. La famille réside à New York. 